# Sint-Genovevakerk (Zichen-Zussen-Bolder)
De Sint-Genovevakerk is een kerkgebouw in Zichen-Zussen-Bolder in de Belgische gemeente Riemst in Limburg. Het gebouw staat in het kerkdorp Zussen aan de Pastoor Bollenstraat.
Het mergelstenen gebouw bestaat uit een ingebouwde westtoren, een driebeukig schip met drie traveeën, een transept en een koor met twee rechte traveeën met vlakke sluiting. Het koor wordt geflankeerd door sacristieën. De toren heeft in de westgevel een spitsboogportaal in geprofileerde mergelstenen en hardstenen omlijsting, in elke zijde een galmgat in spitsboogvorm en als dak een ingesnoerde naaldspits. De rest van het gebouw wordt gedekt door zadeldaken. Tussen de middenbeuk en de zijbeuken bevinden zich spitsboogarcades op zuilen. Het gebouw heeft geprofileerde spitsboogvensters en een spitsboogfries onder de ramen van het transept en het koor. In de delen uit 1896 bevinden zich onder de kroonlijsten spitsboogfriezen. In de koorsluiting bevindt zich een roosvenster. De ruimtes worden overwelfd door kruisribgewelven.
De kerk is de parochiekerk van het dorp en is gewijd aan Sint-Genoveva.

## Geschiedenis
Vanouds stond in Zussen de Sint-Genovevakapel, welke ondergeschikt was aan de Sint-Pietersparochie van Zichen.
In 1852 werd de kerk gebouwd.
In 1896 werd het gebouw vergroot (transept en koor) naar het ontwerp van M. Christiaens.